# Homosexuelle Aktion Westberlin
La Homosexuelle Aktion Westberlin (HAW) fue una asociación LGBT fundada el 15 de agosto de 1971 en Berlín Occidental, tras la proyección de la película Nicht der Homosexuelle ist pervers, sondern die Situation, in der er lebt (Rosa von Praunheim, 1970) en el Festival de cine de Berlín. De los aproximadamente 40 fundadores (exclusivamente masculinos), la mayoría eran estudiantes, que se sentían como pertenecientes al movimiento socialista de izquierdas y que pertenecían a organizaciones como el Sozialistische Einheitspartei Westberlins, el Gruppe Internationale Marxisten o el Kommunistische Partei Deutschlands.
El HAW fue la primera organización del nuevo movimiento gay alemán. Sus actividades eran principalmente la lucha por la eliminación definitiva del artículo 175 del código penal alemán. Este objetivo se colocaba dentro de un marco más amplio de lucha por la superación del patriarcado y el capitalismo, realizándose numerosas protestas y manifestaciones. Entre 1973 y 1975, el HAW organizó un encuentro durante las vacaciones de Pentecostés, al que acudían grupos de otras ciudades, durante los que el HAW intentaba luchar por sus ideales con stands de información y manifestaciones. Durante los años del movimiento okupa de Berlín Occidental, hubo contactos con los okupas, además de diversas personas que actuaban en ambos movimientos para la ocupación del Tuntenhaus en la calle Bülow, n° 55.
En primavera de 1972, se constituyó en su seno un grupo de mujeres, del que surgiría el encuentro lésbico Lesben-Frühlings-Treffen y en 1975 el Lesbisches Aktions-Zentrum.
A partir de mediados de 1977 aproximadamente, el HAW fue perdiendo influencia. Una de las razones principales eran las discusiones entre miembros y seguidores de organizaciones de izquierda, por una parte, y el llamado ala «feminista», por otra, tensiones que se formaron parte del llamado  Tuntenstreit. Sin embargo, la organización consiguió sobrevivir hasta la década de 1990 en forma del centro para gais SchwuZ, en la calle Kulmer, más tarde en la Hasenheide y actualmente (2008) en el Mehringdamm, en el mismo edificio que la Allgemeine Homosexuelle Arbeitsgemeinschaft y el Schwules Museum.